# Semaeopus ambagifera
Semaeopus ambagifera là một loài bướm đêm trong họ Geometridae.